# Caitrin Rogers
Caitrin Rogers é uma produtora cinematográfica americana. Como reconhecimento, foi nomeada ao Oscar 2014 na categoria de Melhor Documentário em Longa-metragem por 20 Feet from Stardom.